# Алексеева, Екатерина Николаевна
Екатерина Николаевна Алексеева (1899—1988) — певица (сопрано), солистка Большого театра, музыковед, директор Мемориального музея Н. Г. Рубинштейна, затем ГЦММК им. М. И. Глинки. Заслуженный работник культуры РСФСР (1966).

## Биография

Могила Алексеева на Новодевичьем кладбище Москвы.

В 1926 окончила вокальный факультет Государственного института театрального искусства, а в 1929 года — вокальное отделение Московской консерватории, и в том же 1929 году была принята в Большой театр, на сцене которого два года (1929—1931) выступала солисткой, исполняя различный репертуар сопрано. Одновременно принимала участие в различных концертах, в том числе в 1929—1936 годах выступала в концертах по радио.
Покинув сцену Большого театра, в 1931—1936 вела активную концертную деятельность, в это же время учась в аспирантуре при Московской консерватории, с которой прочно связала свою жизнь. В 1935 окончила аспирантуру при Московской консерватории.
В 1936—1938 занимала должность заместителя директора Научно-исследовательского института при Московской консерватории.
В 1938 году стала солисткой Оперной студии при Московской консерватории.
При консерватории работал музыкальный музей им. Н. Г. Рубинштейна, открывшийся ещё в 1912 году. Музей получил имя Н. Г. Рубинштейна в знак признательности к основателю и первому директору Московской консерватории. С самого начала своего существования музей нёс двойную функцию — научно-образовательную по распространению музыкальной культуры и хранилища уникальных музыкальных экспонатов и документов. В 1938 году Екатерина Николаевна была назначена директором музея.

## Деятельность на посту директора музыкального музея
К концу 30-х годов музыкальный музей при Московской консерватории достаточно разросся. Образовался большой фонд личной документации выдающихся русских музыкальных деятелей, отдельно пополнялся фонд музыкальных экспонатов — инструментов. Потребовался новый профессиональный вид музейных работ — классификация и систематизация. С этого и началась деятельность нового директора.
В годы Великой Отечественной войны 1941—1945 музей при Московской консерватории не был эвакуирован, а продолжал вести свою работу. Более того, после отступления фашистских войск под Москвой стали проводиться выставки, готовилась новая экспозиция. В 1943 году музей получил самостоятельность, выйдя из статуса Московской консерватории. Его новое название стало: Государственный центральный музей музыкальной культуры. Имя Н. Г. Рубинштейна из нового названия исчезло.
В 1954 году в связи с 150-летием со дня рождения М. И. Глинки музею было присвоено его имя. С тех пор официальное название музея — Государственный центральный музей музыкальной культуры им. М. И. Глинки.
К сотрудничеству с музеем постоянно привлекались отечественные известные музыкальные деятели. Так, Александр Борисович Гольденвейзер немало помогал в его работе. В 1955 году он передал в дар государству свой архив, библиотеку и мемориальные ценности, квартира музыканта была превращена в филиал ГЦММК, а в апреле 1959 года в ней открылась музейная экспозиция. Это был первый филиал музея музыкальной культуры им. Глинки. В 1974 году начал функционировать ещё один филиал — музей-квартира Н. С. Голованова.
C 1964 по 1980 гг. Музей размещался в «Троекуровых палатах» (Георгиевский переулок, 4), с 1980 года получил своё помещение с концертным залом по ул. Фадеева, д.4.
В музее открывались новые экспозиции, шла научно-просветительская работа, пополнялся фонд как документами новых поколений музыкальных деятелей, так и историческими архивными материалами, организовывалась концертная программа, читались циклы музыкальных лекций. Все это происходило под непосредственным активном участии директора музея. Она, конечно, была партийным деятелем и проводила в музее партийную политику, по-иному было невозможно — не членам партии немыслимо было возглавлять никакую советскую организацию или учреждение.
Е. Н. Алексеева проработала в музее до 1984 года, более 45 лет.

## Другая музыкально-просветительская работа
Екатерина Николаевна Алексеева является составителем и автором ряда изданий, статей, книг, сборников и иных материалов:
- Н. А. Римский-Корсаков. Жизнь, творчество, театр (альбом, совм. с Л. Ф. Страшун). М., 1950;
- М. И. Глинка. Жизнь, творчество, театр (альбом, совм. с Л. Ф. Страшун). М., 1952;
- сборник «Воспоминания о Московской консерватории» (совм. с Г. А. Прибегиной). М., 1966.
- Автор предисловия и член редколлегии сборника «Музыка на фронтах Великой Отечественной войны». М., 1970.
- Автор статей и публикаций, в том числе «М. Дейша-Сионицкая» («СМ», 1962, № 8), «Признание большого художника» («СМ», 1969, № 10), «Фонд № 18» («СМ», 1974, № 4).

Личный архив Екатерины Николаевной Алексеевой находится в РГАЛИ.

## Награды
- орден Октябрьской Революции (23.11.1979)
- орден Трудового Красного Знамени (28.12.1946)
- медали
- Заслуженный работник культуры РСФСР (1966)